# Kentaro Kawasaki
Kentaro Kawasaki (川崎 健太郎 Kawasaki Kentaro?), född 18 december 1982 i Osaka prefektur, är en japansk före detta fotbollsspelare.
Kawasaki började sin karriär 2001 i Cerezo Osaka. Efter Cerezo Osaka spelade han för Sagawa Express Osaka, Montedio Yamagata, Consadole Sapporo och Kataller Toyama. Han avslutade karriären 2010.